# Pierre et Marie Curie
Pierre et Marie Curie – stacja linii 7 metra w Paryżu, położona w gminie Ivry-sur-Seine w departamencie Dolina Marny.

## Stacja
Stacja została otwarta w 1946 roku. Posiada jednonawową halę peronową z dwoma peronami bocznymi.
Nazwa stacji pochodzi od pobliskiej ulicy – początkowo Rue Pierre Curie, a od 2007 Rue Pierre et Marie Curie. Nazwa ulicy upamiętnia francuskiego fizyka Pierre’a Curie i jego żonę Marię Skłodowską-Curie, pochodzącą z Polski uczoną, prekursorkę radiochemii. W 1903 małżeństwo otrzymało nagrodę Nobla za odkrycie promieniotwórczości naturalnej. Kolejna nagroda przyznana Skłodowskiej-Curie w 1911 za badania nad polonem i radem uczyniła z niej podwójną noblistkę.

## Przesiadki
Stacja umożliwia przesiadki na autobusy dzienne RATP.